# کارل کوژلوه
 کارل کوژلوه (مجاری: Kozeluh Károly؛ زاده ۷ مارس ۱۸۹۵ درگذشته ۲۷ آوریل ۱۹۵۰) یک تنیس‌باز اهل جمهوری چک بود.